# Svatyně Niucuhime
Svatyně Niucuhime nebo také svatyně Nibucuhime (japonsky: 丹生都比売神社, Niucuhime džindža nebo Nibucuhime džindža) je šintoistická svatyně v okrese Ito v prefektuře Wakajama v Japonsku. Hlavní síň je částečně vystavěna ve stylu kasuga zukuri.
Nejstarší dochované záznamy o svatyni pocházejí z roku 855. 
V červenci 2004 byla svatyně spolu s dalšími památkami na poloostrově Kii zapsána na Seznam světového dědictví UNESCO pod názvem Posvátná místa a poutní stezky v pohoří Kii. 